# José Bové
José Bové (Talence, 11 de junio de 1953) es un político y sindicalista francés del sector agrícola, figura relevante del movimiento del altermundismo, portavoz desde 1993 de la organización internacional Vía Campesina. Fue candidato a la presidencia de la República Francesa en las elecciones de 2007, obteniendo un 1,32% de los votos en la primera vuelta.
En las elecciones al Parlamento Europeo de 2014 es candidato, junto a Ska Keller, a la presidencia de la Comisión Europea por parte del Partido Verde Europeo.

## Biografía

### Orígenes e inicios del activismo: las protestas de Larzac
Nacido Joseph Bové, su padre José, un agrónomo de origen luxemburgués, adquirió la ciudadanía francesa al ser nombrado director regional en el Instituto Nacional de Investigaciones Agronómicas o Institut National de la Recherche Agronomique (INRA), siendo miembro de la Academia de Ciencias Francesa. Su madre Colette Dumeau ejerció como profesora de ciencias naturales. Invitado junto a sus padres a una estancia en la Universidad de Berkeley en los Estados Unidos, Bové dominó el idioma inglés desde su infancia gracias después a su inscripción en el lycée (instituto de enseñanza secundaria) bilingüe de Athis-Mons del que fue sin embargo expulsado en 1968 por negarse al aprendizaje de la religión.
Instalado en París para proseguir sus estudios secundarios, frecuentó los ambientes de ideología libertaria y del movimiento obrero cristiano, participando en las protestas en contra de la guerra de Vietnam de 1970. En 1973, tras inscribirse en la facultad de Filosofía de la universidad de Burdeos, donde conoció a su compañera Alice Monier, realizó un viaje a la India y a su regreso, integró las comunidades de l'Arche que seguían el modelo de vida influida por el hinduismo y el pacifismo activista del filósofo italiano Giuseppe Lanza del Vasto. 

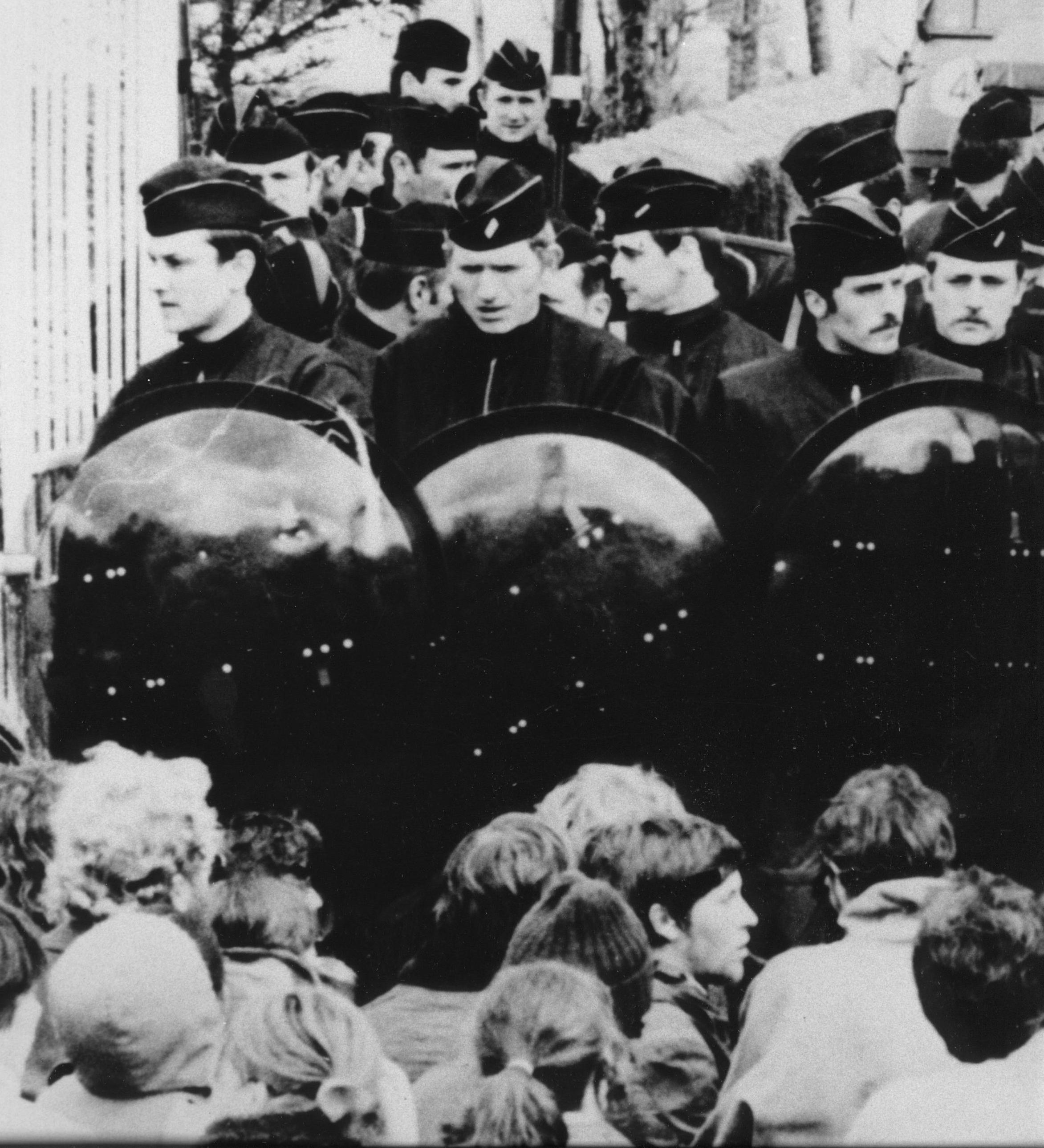
Escena de las protestas populares contra la base militar del Larzac durante los años 1970.

En 1973, se niega a realizar el servicio militar rechazando igualmente el reconocimiento de objetor de conciencia y se desplaza a la región de Larzac donde el movimiento antimilitarista se encontraba activo por los planes del gobierno de extender una base militar de la zona. En 1976 la protesta llevó al asalto por parte de José Bové y algunos acompañantes de la base en la que se incautaron de documentos. Arrestado, fue procesado y condenado tras 3 semanas de detención preventiva, a 4 meses de prisión por "actividades antimilitaristas". Tras ocupar y rehabilitar una explotación ovina de la zona conocida como Le hameau de Montredon, en 1977 participó en una nueva acción de protesta contra la base militar en la que 90 tractores penetraron en los terrenos del campo de tiro. En 1981, las protestas consiguieron tras la formación del nuevo gobierno socialista del presidente François Mitterrand, el abandono del proyecto de extensión del campo de tiro del Larzac.

### Sindicalismo agrícola
En 1981, Bové funda el sindicato de campesinos trabajadores en la región del Aveyron (el CNSTP), en el sur de Francia, que agrupó a miembros y seguidores del movimiento situacionista, una corriente antiautoritaria ecléctica surgida entre diversas ideologías que reclaman la lucha de clases, entre los cuales destacaría René Riesel.
En 1987, Bové participa en la creación del sindicato Confédération paysanne a nivel nacional aglutinando a diversos sindicatos locales y que alcanzaría el segundo puesto en importancia a finales de los años 1990. Bové es nombrado en uno de los cinco puestos de secretario nacional del sindicato que bajo su liderazgo, destacaría por su oposición a diversas prácticas de la industria agroalimentaria, su defensa del medioambiente y especialmente, su oposición a políticas internacionales agrícolas como las impulsadas por la Política agrícola común de la Unión Europea o PAC o la surgida por los acuerdos GATT.
En el mismo período, Bové es elegido consejero de la Société civile des terres de Larzac desde donde impulsa la creación de un sindicato especializado de productores de leche que entraría en conflicto con las tradicionales organizaciones que controlaban la elaboración de queso de Roquefort, hasta su admisión en 1993.
José Bové también apoyó la formación de la organización anarcocomunista Alternative libertaire alrededor del año 1991.

### Activismo antiglobalización

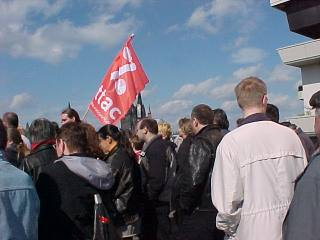
Imagen de una manifestación de ATTAC en Colonia en 2004, organización fundada conjuntamente por José Bové en 1998.

A partir de mediados de los años 1990, y en paralelo del desarrollo del movimiento internacional en contra de la globalización, Bové aumentó su notoriedad internacional, dándose a conocer por sus acciones junto a la organización Greenpeace en contra de las pruebas nucleares realizadas en la Polinesia Francesa en 1995 por orden del gobierno de Jacques Chirac tras su elección a la presidencia de la república, o por su defensa de los movimientos independentistas de Tahití y el del pueblo canaco, prestando apoyo jurídico en el proceso del asesinato de su líder Jean-Marie Tjibaou, acontecido en 1989. En 1998, Bové es uno de los miembros fundadores de la Asociación por la Tasación de las Transacciones y por la Ayuda a los Ciudadanos (ATTAC), una organización internacional que promulga el control, por medio de la Tasa Tobin, de los flujos financieros a los que atribuyen la responsabilidad de los efectos desigualitarios de la globalización.

### El episodio del McDonalds de Millau
El 12 de agosto de 1999 tuvo lugar el controvertido episodio protagonizado por Bové y sus seguidores durante el cual se desmanteló o destruyó parcialmente el edificio en obras que la multinacional estadounidense McDonalds estaba edificando en franquicia en la localidad de Millau. La acción que afectó a una empresa considerada símbolo del capitalismo, fue organizada como protesta por la decisión de la OMC de apoyar el aumento de impuestos comerciales estadounidenses sobre algunos productos europeos, entre ellos el queso de Roquefort producido por el propio Bové. El tribunal penal de Millau le condenaría por estos hechos a 3 meses de prisión el 13 de septiembre de 2000

### Desobediencia civil y lucha contra los OGM
A partir del episodio de Millau, Bové se convirtió en una figura internacionalmente conocida a la vez que aumentaron las controversias y críticas a sus acciones. En 1999 participó en las protestas de la cumbre de Seattle (N-30) y en el 2001, mientras tenía lugar el congreso del Foro Social Mundial emprendió una acción en contra de un centro de producción de la multinacional Monsanto acusada de producir ilegalmente semillas de soja modificada genéticamente.

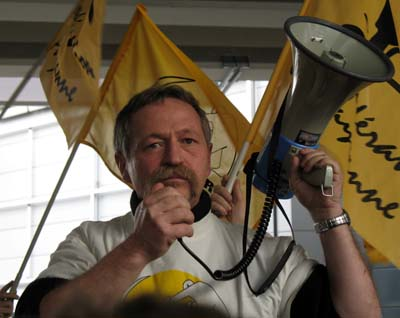
José Bové en un mitin anti-OMG en el Salón de la agricultura de París, marzo de 2006.

Tras asistir a los graves incidentes de la contracumbre del G8 en Génova, donde se produjo la muerte del joven Carlo Giuliani, Bové participa en marzo de 2002 en la delegación enviada por el sindicato internacional Vía Campesina en apoyo del movimiento palestino y se encuentra con Yasir Arafat mientras éste se encuentra confinado por el gobierno de Israel en Ramala. Detenido por el ejército israelí, es expulsado del país tras varios días de detención. A su llegada al aeropuerto de Orly, varios miembros de la organización radical sionista Beitar (que le acusan de antisemitismo) se enzarzaron en una pelea con activistas pro-palestinos. Este incidente y el encuentro de Bové con Arafat serán posteriormente el centro de numerosas críticas en Francia y de declaraciones en los medios de información de Bové, consideradas por determinados sectores como hostiles hacia Israel.
Inspirándose en los principios de la desobediencia civil establecida en contra de la discriminación racial por el poeta estadounidense Henry David Thoreau en el siglo XIX, Bové lideró algunas acciones del movimiento de los faucheurs volontaires o de los "segadores voluntarios", una agrupación de agricultores formada en 2003 que se oponen a los cultivos de organismos genéticamente modificados (OMG) mediante la destrucción de las plantaciones, acciones criminales de acuerdo al código penal francés. Con ayuda de activistas hindúes, Bové asaltó un cultivo de arroz transgénico perteneciente al organismo público de investigaciones del Centre de coopération internationale en recherche agronomique pour le développement (CIRAD), acción por la que sería nuevamente procesado en el 2005 y condenado a 10 meses de prisión.

### El derecho a lasoberanía alimentaria

José Bové con Evo Morales en Pau, 2002, durante una conferencia de culturAmérica

A partir de 2003, Bové mientras es acosado por la justicia francesa, abandona su cargo al frente de la Conféderation paysanne para centrarse en su activismo internacional.
En junio de 2004 tiene lugar en Brasil la IV conferencia internacional de Vía Campesina que encarga a José Bové la promoción de la campaña en favor de la soberanía alimentaria, según sus defensores una nueva variante de los derechos humanos, y que sería presentada en la IX Conferencia de las Naciones Unidas sobre Comercio y Desarrollo (CNUCD) que se celebró el mismo mes en São Paulo, presidida por el secretario general de Naciones Unidas, Kofi Annan.
Poco después, Bové visitó en Bolivia al entonces encarcelado militante colombiano Francisco Cortés, y es recibido por el presidente de la república Carlos Mesa y también por Evo Morales, el entonces responsable del sindicato de cocaleros y presidente del partido Movimiento al Socialismo, presidente de la república desde enero de 2006. 
En septiembre de 2004, Bové viajó a Corea del Sur invitado por la Liga Campesina Coreana para rendir homenaje al activista coreano Lee Kyung-hae que se había suicidado el 10 de septiembre de 2003 en la cumbre de Cancún en protesta contra la OMC.

### Candidatura a la presidencia de la República en 2007
Tras el éxito de la campaña por el no en el referéndum de la Constitución Europea de octubre de 2005 en Francia, Bové anunció su intención de presentar su candidatura a las elecciones presidenciales de 2007 para aglutinar y desarrollar las posiciones expuestas por los movimientos de la izquierda antiliberal. Su candidatura fue confirmada posteriormente en una entrevista al diario Libération el 13 de junio de 2006, estimando entonces poder agrupar a la "izquierda de la izquierda" bajo una candidatura común, cuyos principios fueron establecidos por el Collectif 29 mai. Sin embargo, las diferencias con la candidata del PCF, Marie-George Buffet, no permitieron alcanzar un acuerdo y Bové decidió abandonar el proyecto y tras recopilar 35.000 firmas de simpatizantes, anunció oficialmente su candidatura el 1 de febrero de 2007 en la bolsa de trabajo de Saint-Denis con el fin de « reavivar la esperanza de una alternativa de izquierdas » y ser « el portavoz de los sin-voz ». Entonces informó que disponía de entre 150 y 200 promesas de apadrinamiento, cuando la ley establece en 500 las certificaciones de apoyo por los alcaldes de las comunas de Francia para autorizar legalmente la candidatura. El 16 de marzo de 2007, rodeado de numerosos simpatizantes, Bové fue el último de los candidatos a presentar las firmas ante el Consejo constitucional de París aunque declaró no estar seguro de la validez de muchas de ellas. Sin embargo, el Consejo constitucional anunció el 19 de marzo de 2007 la aceptación de la candidatura de Bové entre otras 12 listas al validar al menos 500 de las firmas presentadas. Tras la jornada de sufragio del 22 de abril de 2007, la lista de José Bové alcanzó 483 008 votos que representaron el 1,32% de la participación.

### Diputado del Parlamento Europeo
Tras las elecciones presidenciales francesas, José Bové se asoció con Europe Écologie-Les Verts, una coalición de partidos franceses ecologistas entre los que se encontraba Les Verts. En las elecciones al Parlamento Europeo de 2009, fue elegido eurodiputado gracias a que Europe Écologie-Les Verts obtuvo el 16% de los votos franceses, siendo la segunda formación en número de votos. En el Parlamento Europeo es vicepresidente de la Comisión de Agricultura y Desarrollo Rural.
En las primarias abiertas pan-europeas del Partido Verde Europeo, celebradas entre noviembre de 2013 y enero de 2014, José Bové ha sido elegido, junto a la alemana Ska Keller, como co-candidato a la presidencia de la Comisión Europea para las elecciones al Parlamento Europeo de 2014.

## Libros
- Campesino del mundo. (2004). Ed. El Viejo Topo
- La semilla del futuro: la agricultura explicada a los ciudadanos. (2005). Icaria Editorial
- Por la desobediencia Cívica (Coescrito con Gilles Luneau).(2007). Ed. El Viejo Topo[12]
- Asalto a Bruselas. Los lobbies en el corazón de Europa. (2015). Icaria Editorial[13]

## En la cultura popular
José Bové aparece como personaje en la película Cuestión de principios (2024), interpretado por el actor belga Bouli Lanners, en una trama ambientada cuando ejercía de eurodiputado y participó en la investigación de un complot orquestado por el lobby de la industria tabacalera contra el político maltés John Dalli, que fue comisario europeo de Salud y Política de Consumidores y que fue destituido por el entonces presidente de la Comisión Europea, José Manuel Durão Barroso en 2012.